# Île aux Bénitiers
Die Île aux Bénitiers ist eine der Küste des größten Bezirks des Landes Black River vorgelagerte Insel im Südwesten von Mauritius.

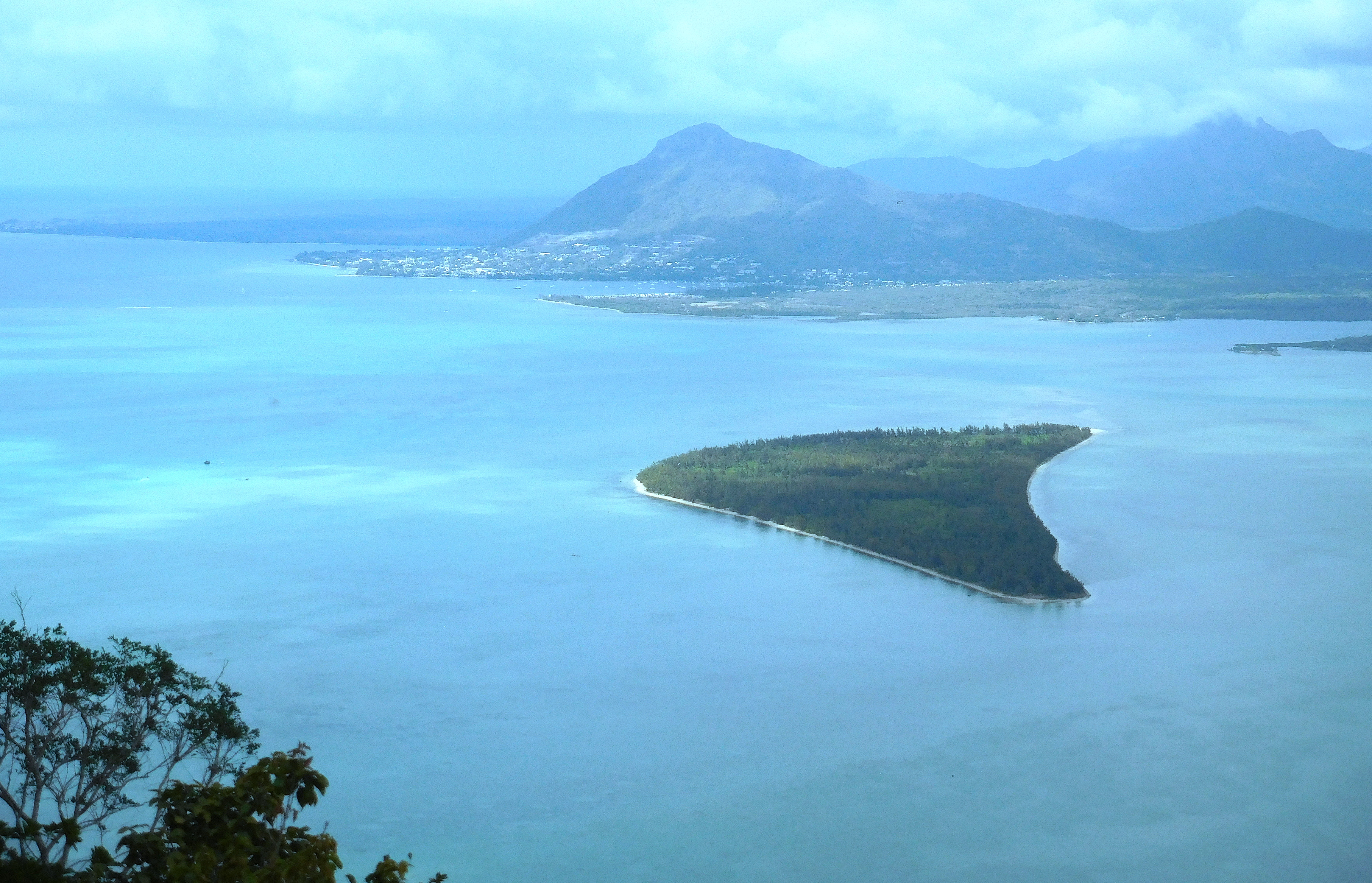
Île aux Bénitiers vom Le Morne Brabant aus gesehen

Die aus Korallensand gebildete Insel ist in Nord-Süd-Ausdehnung zwei Kilometer lang, maximal 500 Meter breit, hat eine Größe von 65 Hektar und liegt etwa 500 Meter vor der Küste vor La Gaulette wenige Kilometer nördlich der Halbinsel Morne Brabant.
Auf der bislang unbewohnten Insel ist ein Luxushotelprojekt geplant, das wie andere touristische Betriebe der Umgebung die relative Niederschlagsarmut des Südwestens von Mauritius nutzen soll.